# Ondřej Havelka a jeho Melody Makers
Ondřej Havelka a jeho Melody Makers je český orchestr hrající jazz, swing a taneční hudbu z 20., 30. a raných 40. let.
Orchestr vznikl roku 1995 po odchodu Ondřeje Havelky z OPSO. Havelka založil Melody Makers společné s Karlem Majerem, ten se stal kapelníkem bandu, avšak po vydání prvního alba orchestr opustil. Kapelníkem se tak stal Jakub Šafr (klavír) a po jeho odchodu nakonec Petr Tichý (kytara).
Karel Majer byl členem kvartetu The Swings, se kterým byl orchestr založen. The Swings totiž účinkovali ve hře Ondřeje Havelky Má férová Josefína. Tato hra byla hrána asi 3 roky a dočkala se přibližně 100 repríz. Za tuto dobu vzniklo bližší spojení mezi The Swings a Ondřejem Havelkou. Firma EMI jim pak nabídla nahrání společného alba.
Ondřeji Havelkovi a jeho Melody Makers jde hlavně o přesnou interpretaci dobové hudby (swingové éry) a zabývají se nejen americkými skladbami, ale i raným českým či slovenským džezem. Ke hře používají i dobové nástroje, které jim zaručují opravdovou autenticitu skladeb. Úzce spolupracují s podobným slovenským big bandem Bratislava Hot Serenaders. Vedoucím tohoto bandu je trumpetista Juraj Bartoš, který původně občas s Ondřejem Havelkou a jeho Melody Makers hrával jako host na jejich koncertech či CD, avšak od roku 2013 je kapelníkem i tohoto bandu. Melody Makers také spolupracovali s kvartetem Sestry Havelkovy, již zmíněnými The Swings a jistou dobu se stepařským kvartetem The Wings.
Stylizace koncertního show sleduje ve všech detailech typické dobové způsoby, počínaje kostýmy a účesy interpretů a konče celkovou režií představení.
Ondřej Havelka, který tento band založil, je uměleckým ředitelem bandu a zpěvákem. Z předešlého big bandu OPSO odešel po vydání alba Hello, baby, aby založil svůj vlastní band. Předtím s tímto bandem natočil šest dalších alb. Někteří členové z OPSO odešli zároveň s Havelkou a tvoří část nového orchestru, např. saxofonista Jordánek nebo trumpetista Krása.
V bandu v posledních letech[kdy?] působila romská jazzová zpěvačka Věra Gondolánová, která s orchestrem zpívala skladby jako Summertime, Takin' A Chance On Love apod. Mimo jiné Melody Makers zpestřují svá vystoupení ještě různými tanci od charlestonu po step a vokálními zpěvy několika muzikantů dohromady či přímo zpěvem celého orchestru.
V současné době[kdy?] s bandem vystupují i Rozálie Havelková a Vojtěch Havelka - dcera a syn Ondřeje Havelky.

## Členové
- Ondřej Havelka – zpěv
- Petr Tichý – kytara
- David Maxa – bicí
- Miroslav Lacko – piano
- Petr Vlášek – kontrabas
- Michal Krása – trubka
- Jiří Patócs – trubka
- Juraj Bartoš – trubka, kapelník

- Michal Plecitý – trombon
- Pavel Jordánek – altsaxofon, klarinet
- Martin Tříska – altsaxofon, klarinet
- Jan Tříska – tenorsaxofon, klarinet
- Bedřich Šmarda – tenorsaxofon, barytonsaxofon, bassaxofon, klarinet
- Jiří Sládek – housle
- Martin Zbrožek – housle

## Diskografie
- CD

1. Ondřej Havelka uvádí The Swings (1995, Monitor/EMI)
2. Mě to tady nebaví (1998, Monitor/EMI)
3. Jen pro ten dnešní den (1999, Monitor/EMI)
4. Rhapsody In Blue: Pocta George Gershwinovi (1999, Monitor/EMI)
5. Swing It (2000, TACT) - Speciální CD určené pro nejmenovanou firmu
6. Vzpomínky na hvězdný prach (2002, Hot Jazz Records)
7. Nejlepší kusy z repertoiru Ondřeje Havelky a jeho Melody Makers (2000, Monitor/EMI)
8. Tentokrát zcela Rozvrkočení (2005, Hot Jazz Records)
9. Ondřej Havelka a jeho Melody Makers vám přejí veselé Vánoce. Bílé a oranžové. (2005, Hot Jazz Records) - Speciální CD určené pro nejmenovanou firmu
10. Rhapsody In Blue Room (2007, Hot Jazz RecordsI)
11. Saturnin (2010, Monitor/EMI)
12. Platinová edice (2011, Monitor/EMI)
13. Ondřej Havelka a jeho Melody Makers házejí (dávají) Perly swingu (2012, Hot Jazz RecordsI)
14. Kríze sem, kríze tam (2014, Monitor/EMI)
15. Nás to tady furt baví (2015, Hot Jazz Records)

- DVD

Ondřej Havelka uvádí Téměř kompletní almanach filmových písní (2007, EMI) - CD se záznamem z koncertu v Lucerně roku 2000 a téměř všechny dosud vyprodukované klipy Ondřeje Havelky a jeho Melody Makers i Sester Havelkových.
Potkal jsem svůj sen (2012, EMI) - DVD s živým záznamem koncertu "Potkal jsem svůj sen" věnovaného 100. výročí narození velikána českého swingu Jiřího Traxlera + Filmový portrét Jiřího Traxlera "Poslední mohykán" v režii p. Ondřeje Havelky

## Galerie

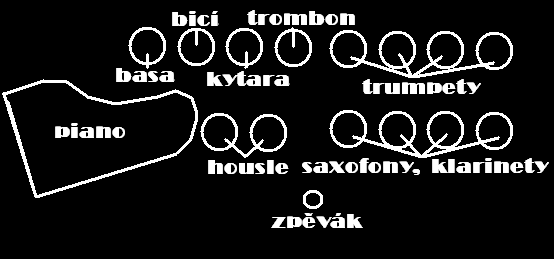
Stage plán Melody Makers
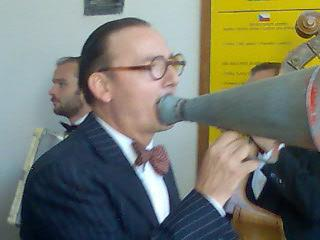
Ondřej Havelka
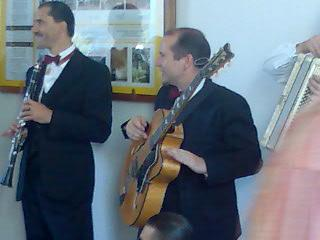
Pavel Jordánek - saxofonista, Petr Tichý - kytarista
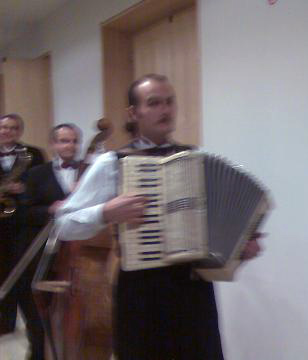
Miroslav Lacko - pianista
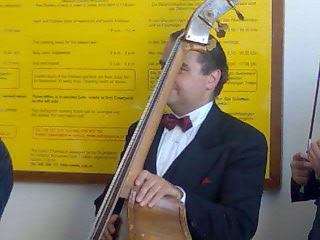
Petr Vlášek - basista
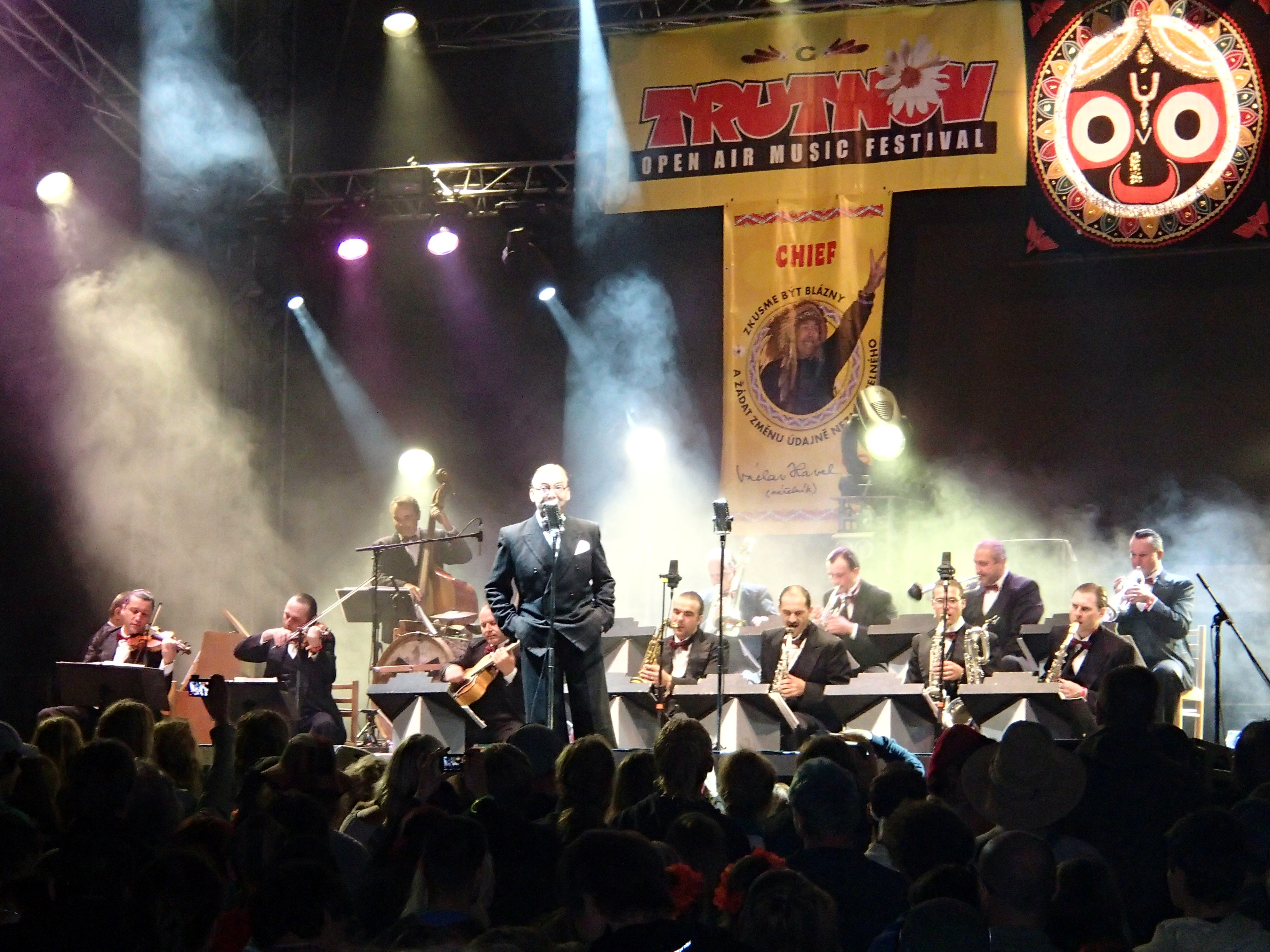
Melody Makers na Trutnovském festivalu (2012)